# Mieczysław Przystasz
Mieczysław Ignacy Przystasz, ps. „Pług”, „Rola”, „Podgórski” (ur. 20 stycznia 1914 w Kleciach, zm. 27 marca 1986 w Sanoku) – polski prawnik, urzędnik, podczas II wojny światowej działacz podziemia, uczestnik powstania warszawskiego, po wojnie prześladowany i więziony przez władze komunistyczne PRL, później radny Miejskiej Rady Narodowej w Sanoku.

## Życiorys
Urodził się 20 stycznia 1914 w Kleciach. Był synem Ignacego (1867–1959) i Anny z domu Iwańczyk (1879–1956). Ignacy Przystasz pochodził z Witryłowa, przejął po swoim ojcu Michale gospodarstwo, ukończył Szkołę Gospodarstwa Wiejskiego w Dublanach z tytułem agronoma, zawodowo zajmował się administrowaniem majątkami ziemskimi, pracował jako zarządca majątków, w tym charakterze przez dwa lata pracował na Podolu, po czym został zatrudniony w Kleciach w posiadłości Honoraty Pawłowskiej. Podczas I wojny światowej odbył półroczną służbę wojskową na froncie na przełomie 1917/1918, a później pracował jeszcze w Niewistce, Nozdrzcu (majątek rodziny Skrzyńskich) i Hroszówce. Jego żona Anna pochodziła z Sanoka, pracowała jako nauczycielka z Witryłowie. Mieczysław był drugim dzieckiem Przystaszów, przed nim urodził się Zbigniew (1912), a po nim Danuta (1920). Ojcem chrzestnym Mieczysława Przystasza był Józef Mączka, późniejszy oficer i poeta legionowy. Wobec konieczności nauki szkolnej dzieci, w 1920 rodzina osiadła w Sanoku (zamieszkiwała początkowo przy ulicy Królewskiej, następnie w samodzielnie budowanym od 1931 domu przy ulicy Młynarskiej 18). W Sanoku Przystaszowie przyjaźnili się z rodziną Florkowskich, w tym Aleksandrem.
23 czerwca 1933 zdał egzamin dojrzałości w Państwowym Gimnazjum im. Królowej Zofii w Sanoku (w jego klasie byli m.in. Zygmunt Bezucha, Edward Czech, Stefan Stefański, Mieczysław Suwała). Był członkiem Sodalicji Mariańskiej, pełniąc funkcję prezesa. Podjął studia prawnicze na Wydziale Prawa Uniwersytetu Jana Kazimierza we Lwowie (podobnie jak wcześniej brat Zbigniew), które po drugim roku kontynuował na Wydziale Prawa Uniwersytetu Józefa Piłsudskiego w Warszawie i w 1938 ukończył je uzyskując dyplom magistra praw. W Warszawie zamieszkiwał wraz z bratem Zbigniewem w Domu Akademickim im. Gabriela Narutowicza przy placu Gabriela Narutowicza. Po studiach rozpoczął aplikację oraz został doktorantem na macierzystym wydziale uniwersyteckim, specjalizując się w zakresie ustrojów. Został zatrudniony w Sądzie Okręgowym w Siedlcach, gdzie rozpoczął aspiranturę.
Po wybuchu II wojny światowej ochotniczo zgłosił się do Wojska Polskiego i otrzymał rozkaz mobilizacyjny do Kowla, jednak nie dotarł tam z powodu agresji ZSRR na Polskę 17 września 1939, wobec czego od Warszawy pieszo terenami wschodnimi udał się do Sanoka i w październiku przekroczył granicę sowiecko-niemiecką na rzece San we wsi Międzybrodzie, po czym dotarł do domu rodzinnego . W Sanoku podjął pracę w fabryce świec „Promień” Stanisława Lurskiego. W styczniu 1940 rozpoczął działalność konspiracyjną w Związku Walki Zbrojnej. Od tego czasu udzielając się w zakresie propagandowym i organizacyjno-administracyjnym na obszarze powiatu sanockiego. Od grudnia 1940 był komisarzem cywilnym na powiat Sanok. Wobec tzw. „wsypy”, skutkującej poszukiwaniem go przez gestapo i zaistnieniem zagrożenia zatrzymaniem (aresztowania w Sanoku trwały na przełomie 1941/1942, najście służb okupacyjnych dotknęło także rodzinny dom Przystaszów) na początku 1942 wyjechał do Warszawy (przed nim udała się tam jego siostra Danuta, zamieszkując do swojego kuzynostwa) . Od tego czasu działał w ramach Zjednoczonej Organizacji Wojskowej Wojskowego Korpusu Służby Bezpieczeństwa i Armii Krajowej (AK powstała w 1942 w wyniku przekształceniu ZWZ). W stolicy przez dwa lata działał w organizacji Miecz i Pług. Z ramienia WKSB-AK został skierowany ze stolicy jako delegat i inspektor do spraw organizacyjnych na teren województw południowo-wschodnich tj. lwowskiego i stanisławowskiego z zadaniem rozszerzenia działalności organizacji. Zajmował się szkoleniem oddziału w ramach AK. Od 1944 do stycznia 1945 sprawował stanowiska kierownika wydziału organizacyjnego oraz szefa wydziału organizacyjno-operacyjnego Komendy Głównej WKSB-AK. Zgodnie z odgórnymi poleceniami działał w zakresie scalenia zdezintegrowanych jednostek organizacji Miecz i Pług, WKSB oraz AK. W tym czasie przybywał do Sanoka, m.in. kontaktował się w pobliskim Wielopolu z Alojzym Bełzą, członkiem Polskiej Organizacji Zbrojnej (POZ). W 1942 wraz z siostrą ukrywał się tymczasowo na terenie wsi Raczkowa nieopodal rodzinnego Witryłowa (w tym czasie ukrywał się tam mjr Emil Holuka-Charzewski). W 1943 wyraził zgodę na włączenie tamtejszych struktur MiP do Obwodu Armii Krajowej. W okresie okupacji przyjaźnił się i współpracował z Leonardem Jakubowskim ps. „Lorek” i Feliksem Murawą ps. „Smaga”. Latem 1944 ponownie przybył do Warszawy. Od sierpnia 1944 brał udział w powstaniu warszawskim. W konspiracji posługiwał się pseudonimami „Mieczysław Rola” wzgl. „Rola” oraz „Podgórski”  . Walczył w ramach Grupy Warszawa Północ – Wachnowski w szeregach batalionu im. Stefana Czarnieckiego („Gozdawa”) oraz Zgrupowania „Sienkiewicz”, przemianowanego na Zgrupowanie „Kuba-Sosna” na Starym Mieście, skąd kanałami przedostał się do Śródmieścia Północ  . Służył w stopniu podporucznika . Po upadku powstania 7 października 1944 wyszedł z Warszawy wraz z ludnością cywilną  . 10 października 1944 ranny w nogi dotarł do miejscowości Piastów, gdzie mieszkali jego znajomi (tam była już jego siostra, także uczestniczka powstania) . Następnie przez Żyrardów przedostali się w rejon Skierniewic (gdzie odtwarzało się kierownictwo Miecza i Pługa oraz struktury tej organizacji, włącznie ze Związkiem Kobiet Czynu) i otrzymali zakwaterowanie we wsi Mokra Prawa . W tym mieście M. Przystasz działał do stycznia 1945. Do tego czasu działał w konspiracji WKSB-AK i w styczniu 1945 ujawnił się wraz z oddziałami swojej organizacji. 

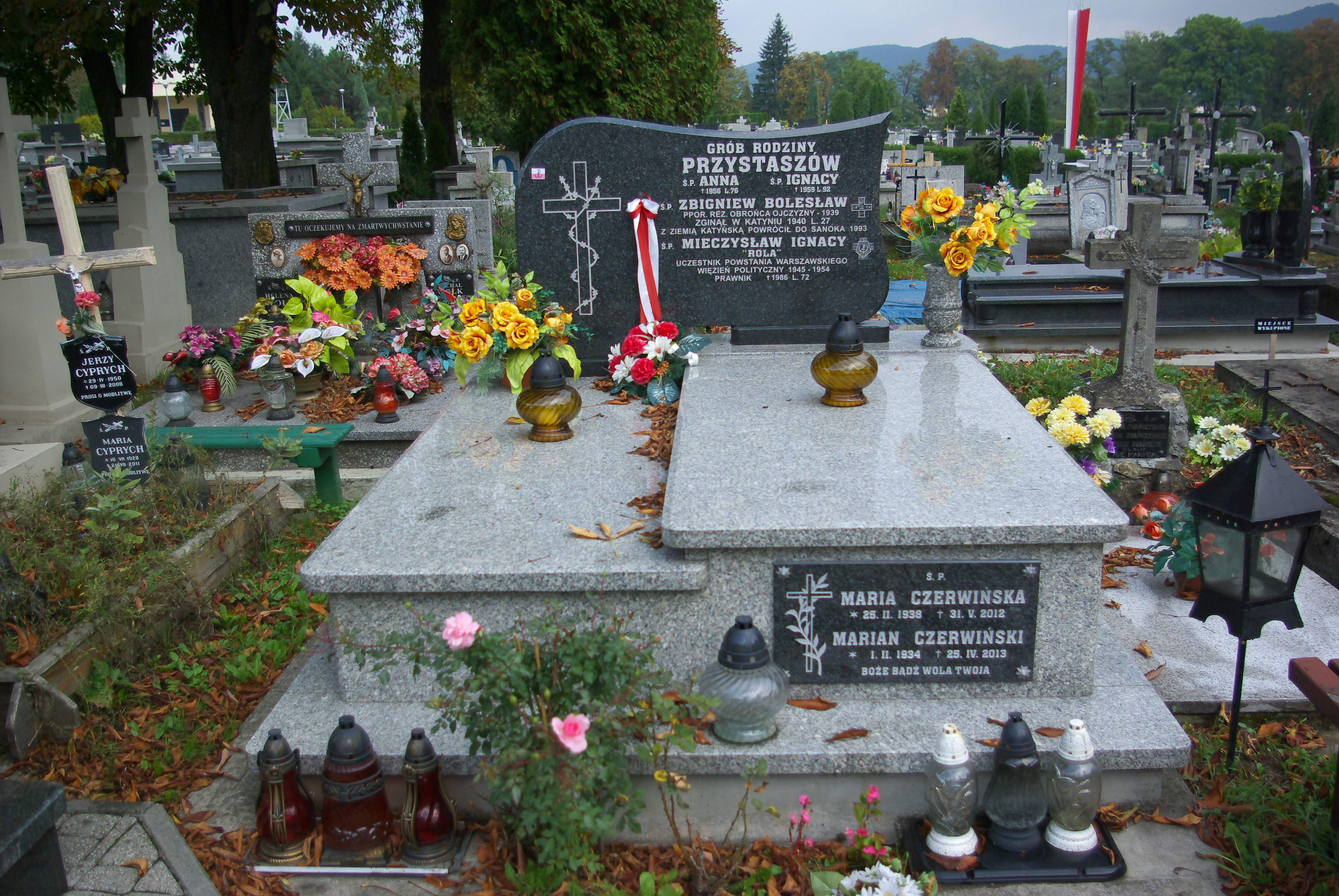
Grobowiec rodzinny Przystaszów w Sanoku

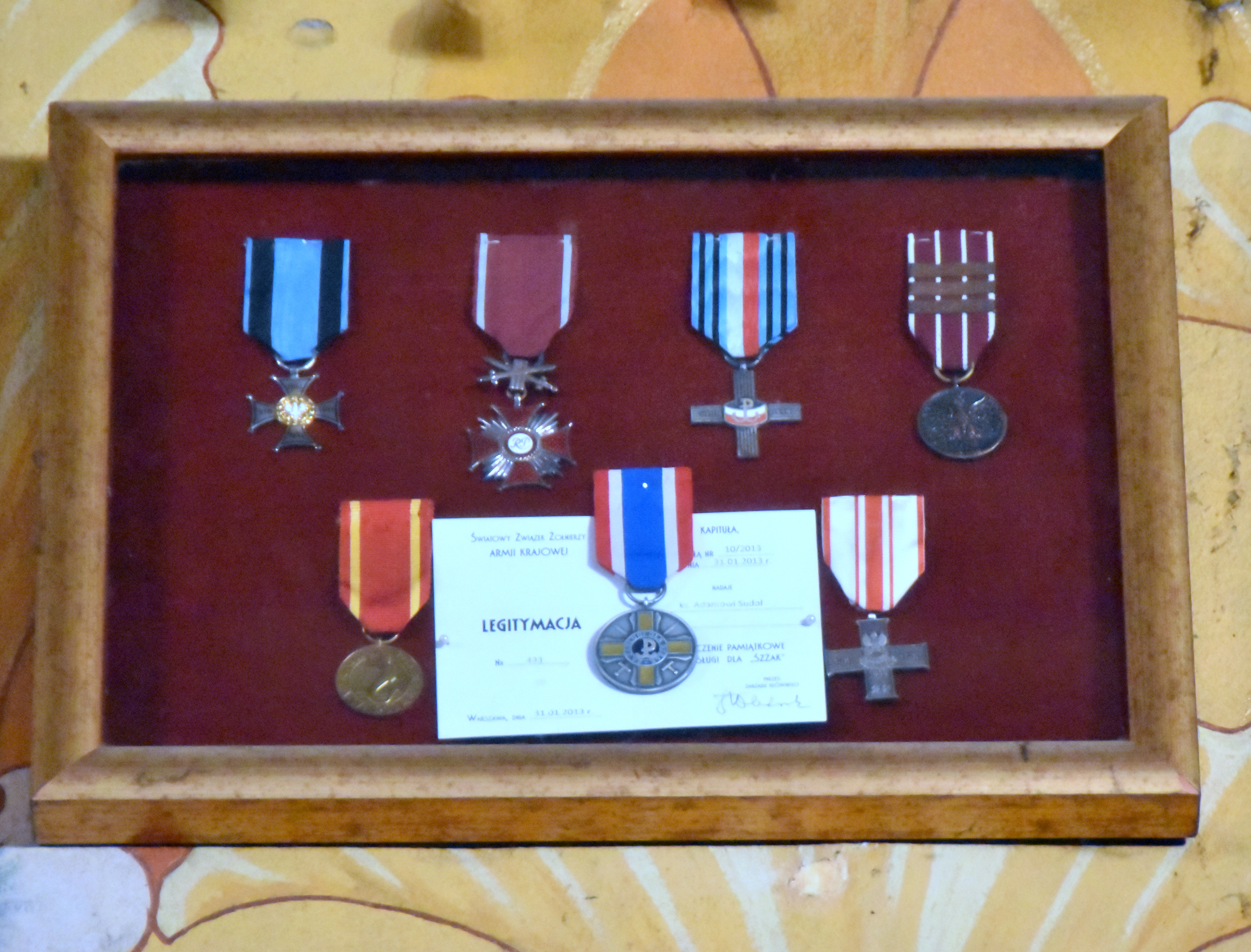
Odznaczenia Danuty i Mieczysława Przystaszów w kościele Przemienienia Pańskiego w Sanoku

W styczniu 1945 powrócił wraz z siostrą do zburzonej Warszawy. W nowo powstałej Polsce Ludowej w marcu 1945 zgłosił się do Ministerstwa Administracji Publicznej. Wiosną (10 kwietnia 1945) wraz z siostrą jako pracownicy Ministerstwa Ziem Odzyskanych zostali skierowani do pracy w Urzędzie Pełnomocnika Rządu w Olsztyna (płk. Jakuba Prawina) . Od 10 kwietnia do 17 października 1945 pracował w Olsztynie na stanowisku kierownika Wydziału Społeczno-Politycznego w Urzędzie Pełnomocnika Rządu. Pracował zarówno w olsztyńskim urzędzie, jak i w terenie tworząc urzędy powiatowe. Spotykał się także w hierarchami kościoła katolickiego. W 1945 Danuta i Mieczysław Przystaszowie byli założycielami Spółki Wydawniczej „Zagon”, której celem miało być zaspokajanie potrzeb materialnych i kulturalnych jej członków, podnoszenie oświaty ogólnej i rolniczej, a także wydawanie publikacji w języku polskim. Mieczysław Przystasz był przewidziany do objęcia stanowiska wicewojewody. W Olsztynie wraz z siostrą zamieszkiwał przy ul. Warmińskiej 2. W postanowieniu Wojewody Olsztyńskiego z dnia 22 października 1946 figurował jako członek Wojewódzkiego Związku Młodzieży Wiejskiej „Wici” z siedzibą w Olsztynie. Wcześniej, 17 października 1945 za „działalność na szkodę sił zbrojnych radzieckich i polskich oraz za przerzucenie przez linię frontu łączniczek organizacji podziemnych” został aresztowany przez UB (dwa dni później aresztowana została także Danuta, aczkolwiek w innej niż on sprawie ). Oboje początkowo byli przetrzymywani w Olsztynie, a po około 10 dniach przewiezieni do Warszawy i osadzeni osobno, aczkolwiek w tych samych zakładach tj. w budynkach MBP przy ulicy Koszykowej, a następnie przy ulicy Rakowickiej. Został oskarżony o działalność na szkodę polskich i radzieckich sił zbrojnych. Sprawa łączyła się z podróżą Przystasza jesienią 1944 ze Skierniewic do Sochaczewa, którą odbył wraz z grupą dziewcząt, usiłując pomóc im odnalezienie swoich rodzin na warszawskiej Pradze. W listopadzie 1944 na obszarze powiatowe skierniewickiego i sochaczewskiego miał przerzucić przez linię frontu osiem dziewcząt „z zadaniem zbierania wiadomości stanowiących tajemnicę państwową”. Po zatrzymaniu Danuta i Mieczysław Przystaszowie zostali przewiezieni do Warszawy i osadzeni osobno.
Po dwóch latach aresztowania i śledztwa został oskarżony o popełnienie czynu zabronionego z art. 91 § 1 3kkWP, a po rozprawie w więzieniu mokotowskim w Warszawie wyrokiem Wojskowego Sądu Rejonowego z 8 marca 1947 został uniewinniony. Po rewizji wniesionej przez prokuratora wyrokiem Wojskowego Sądu Rejonowego w Warszawie z 27 listopada 1947 skazany na karę 10 lat pozbawienia wolności i 3 lat pozbawienia praw publicznych (wyrok został utrzymany w mocy postanowieniem Najwyższego Sądu Wojskowego z 14 stycznia 1948). Odbywał karę w więzieniach: mokotowskim w Warszawie, Rawiczu i Wronkach, w Opolu  (karę wraz z nim odbywali m.in. Jan Radożycki, Jan Łożański; podczas odbywania kary Przystasz udzielał kolegom-współwięźniom nauki historii). W wyniku warunkowego zwolnienia wyszedł na wolność 13 października 1954 po dziewięciu latach odbywania orzeczonej kary przy zawieszeniu pozostałej części do odbycia. Decyzją I Prezesa Sądu Najwyższego z 1957 założono rewizję nadzwyczajną na korzyść M. Przystasza. Wyrokiem Sądu Najwyższego w Izbie Karnej z 6 marca 1958 pod przewodnictwem sędziego Tadeusza Krokosza uchylono pierwotne orzeczenie i przekazano sprawę Sądowi Wojewódzkiemu do ponownego rozpatrzenia. Uznano wówczas, że Przystasz w listopadzie 1944 chciał jedynie dopomóc dziewczętom (byłym uczestniczkom powstania warszawskiego) dostać cię do swoich domów rodzinnych po drugiej stronie linii bojowej. Jednocześnie sąd docenił ofiarną służbę Przystasza w konspiracji podczas okupacji, nie przyjmując jego działalności jako dywersji na szkodę Armii Czerwonej. Wyrokiem Sądu Wojewódzkiego dla województwa warszawskiego z 26 listopada 1958 Mieczysław Przystasz został uwienniony od zarzuconego mu czynu przestępnego z art. 100 kk (wyrok uprawomocnił się 20 grudnia 1958).
Po zwolnieniu z więzienia Mieczysław Przystasz powrócił z wysoce nadwątlonym zdrowiem do rodzinnego Sanoka, gdzie w pierwszych latach był obiektem prześladowań i inwigilacji ze strony UB i nie miał możliwości znalezienia pracy. W ramach odwilży po 1956 został rehabilitowany w 1957 i odzyskał prawa obywatelskie. Został radnym Miejskiej Rady Narodowej w Sanoku, pełnił funkcję jej wiceprzewodniczącego od 1956 do 1958 (przewodniczącym był Andrzej Szczudlik). W wyniku jego starań doszło do zbudowania kładki na Sanie łączącej Sanok z Białą Górą (później powstał tam Most Białogórski). Od 1957 funkcjonował jako zastępca przewodniczącego (A. Szczudlik), od 23 czerwca 1959 przewodniczący, członek od 1964 Kolegium Karno-Administracyjnego w Sanoku. Był ponownie wybierany radnym MRN w 1958, w 1961, w 1965. Został członkiem powołanego 31 stycznia 1968 społecznego komitetu ORMO w Sanoku.
13 maja 1957 wstąpił do Związku Bojowników o Wolność i Demokrację. 20 października 1957 został wybrany wiceprzewodniczącym zarządu oddziału powiatowego w Sanoku ZBoWiD i pełnił tę funkcję do 1959. Był też prelegentem tej organizacji. 6 lutego 1966 wybrany przewodniczącym sądu koleżeńskiego oddziału ZBoWiD w Sanoku (w toku zmian w nomenklaturze z 1964 oddział powiatowy został zastąpiony oddziałem), ponownie 20 października 1968, 23 maja 1971. W 1977 otrzymał zaświadczenie kombatanta. Działał w sanockim oddziale PTTK, spółdzielni „Społem”, Towarzystwie Rozwoju i Upiększania Miasta Sanoka, wszedł w skład Społecznego Komitetu Odbudowy pomnika Tadeusza Kościuszki w Sanoku (ideę zrealizowano w 1962). Później na początku lat 60. pracował na stanowisku kierownika Powiatowej Komisji Wydziału Planowania Gospodarczego w Prezydium Powiatowej Rady Narodowej w Sanoku. W okresie PRL był członkiem Stronnictwa Demokratycznego.
W „Roczniku Sanockim” z 1967 M. Przystasz podał, iż Antoni Żubryd jako przedstawiciel reakcyjnego podziemia posiadał duże znajomości wśród młodzieży (powiatu sanockiego i pogranicza), poszerzył je na terenie wiejskim, organizacyjnie był związany z Narodową Organizacją Wojskową, dla której stworzył niewielkie grupy wojskowe w kilku wsiach powiatu. Autor opisał także, iż Żubryd terrorem wymuszał posłuszeństwo, od miejscowości i gospodarzy wymagał składanie haraczu, kontrybucji, udostępnianie kwater, dokonywał niszczenia gospodarstw rolnych, prowadził poszukiwania przedstawicieli władz nowej władzy, wpływał na przydzielanie w miejscowościach posad sołtysa, wójta, kierownika sklepu, odbierał gotówkę i towar spółdzielniom „Samopomocy Chłopskiej”, dokonywał napadów na posterunki MO, rabunków np. kas gminnych, administracji kopalni. Według Przystasza z rąk podkomendnych Żubryda lub w potyczkach z nimi śmierć ponieśli Tadeusz Sieradzki, Teodor Rajewski, Teodor Zegarski (I sekretarz KP PPR), Piwowarow (przedstawiciel ZSRR ds. przesiedlenia), Czesław Solon (z-ca komendanta powiatowego MO), Emil Rogowski (WUBP Rzeszów) i wielu innych (wskazująca listę zmarłych Przystasz nazwał listę 29 nazwisk mianem Zamordowani przez wrogie elementy reakcyjne po wyzwoleniu), zaś ostateczna likwidacja jego oddziału pozwoliła na uspokojenie sytuacji w powiecie.
Na początku 1968 wyraził sprzeciw wobec narzuconej zmianie nazwy placu św. Jana w Sanoku na plac im. Hanki Sawickiej (przemianowania dokonano w latach 50.; w tym czasie istniała już w mieście ulica pod tym patronatem), był jednym z radnych-inicjatorów przywrócenia pierwotnej nazwy (wraz z nim podczas sesji rady głosowali za zmianą nazwy Jan Bezucha i Stefan Stefański), jednak po interwencji sekretarza Komitetu Powiatowego PZPR miesiąc później, 28 lutego 1968 uchwałę rady wycofano jako „nieprzemyślaną”(zaprotestowała wówczas także Jadwiga Zaleska). W wyniku reperkusji władz Mieczysław Przystasz i Stefan Stefański stracili zajmowane stanowiska. Wskutek tego zapadł na chorobę . W późniejszym czasie pracował jako radca prawny (wzgl. doradca ds. organizacyjnych) w Sanockim Przedsiębiorstwie Budowlanym i z pracy tamże przeszedł na emeryturę . Zasiadał w redakcji „Rocznika Sanockiego”, był członkiem sekcji wydawniczej i publikował w wydaniach tego periodyku. Został członkiem prezydium Komitetu Zjazdu wychowanków Gimnazjum i I Liceum w Sanoku w 100-lecie szkoły 1880–1980.
Mieczysław Przystasz był kawalerem. W latach powojennych do końca życia zamieszkiwał nadal przy ulicy Młynarskiej 18 w Sanoku. Zmarł 27 marca 1986 w Sanoku . Został pochowany w grobowcu rodzinnym na cmentarzu przy ul. Rymanowskiej w Sanoku.
Jego brat Zbigniew (1912–1940) był ofiarą zbrodni katyńskiej. Siostra Danuta (1920–2019) także uczestniczyła w powstaniu warszawskim, oboje byli jednymi z nielicznych pochodzących z Sanoka powstańców 1944. Cała trójka rodzeństwa studiowała prawo na Uniwersytecie Warszawskim. Wujem rodzeństwa Przystaszów (mąż siostry ich matki, Marii) był uczestnik walk o niepodległość i oficer Wojska Polskiego Władysław Mączka (jego bratem był oficer i poeta legionowy Józef Mączka) .
W 2000 ukazała się publikacja pt. Listy z więzienia Mieczysława Przystasza z lat 1945–1954, opracowana na podstawie listów nadsyłanych przez Mieczysława Przystasza w okresie uwięzienia; redaktorem opracowania był historyk Andrzej Romaniak, daleki krewny Mieczysława Przystasza, zaś wstęp i objaśnienia napisała siostra Danuta, która około 1999 ujawniła listy brata adresowane z więzienia do niej. Listy i pamiątki po Mieczysławie Przystaszu przekazała jego siostra Danuta do Muzeum Historycznego w Sanoku. Ciepło i z uznaniem o Mieczysławie Przystaszu wspominał ks. Adam Sudoł. Przekazane przez Danutę Przystasz odznaczenia własne oraz brata Mieczysława Przystasza zostały umieszczone w gablocie obok prawego ołtarza w kościele Przemienienia Pańskiego w Sanoku.

## Odznaczenia i wyróżnienia
- Krzyż Kawalerski Orderu Odrodzenia Polski (1978)[104][83][65]
- Krzyż Partyzancki (1959)[105]
- Medal Zwycięstwa i Wolności 1945 (1958)[106]
- Odznaka Grunwaldzka (1959)[105]
- Odznaka 1000-lecia Państwa Polskiego (1967)[107]
- Medal Wojska – czterokrotnie (przyznany przez rząd polski na uchodźstwie w Londynie)[20][65]
- Krzyż Armii Krajowej (30 sierpnia 1967)[20][65][22]
- Odznaka „Zasłużony dla Sanoka” (1982)[108][83]
- Srebrny Medal Wojewódzkiego Komitetu Kultury Fizycznej i Turystyki w Krośnie[109]
- „Jubileuszowy Adres” (1984)[110]

Odznaczenia niezweryfikowane
- Krzyż Srebrny Orderem Virtuti Militari (rozkaz dywizyjnym nr 24 pkt. 2 z 20 listopada 1944 „za zasługi w szeregach WKSB”; podpisali: płk dypl. Paweł Piskozub ps. „Korab” – dowódca 3 Dywizji WKSB i ppłk dypl. Ignacy Lasoń „As” – szef sztabu 3 Dywizji WKSB)[111][112]
- Krzyż Walecznych (rozkaz dywizyjnym nr 19 z 16 czerwca 1944, podpisali: płk dypl. Paweł Piskozub ps. „Korab” – dowódca 3 Dywizji WKSB i ppłk dypl. Ignacy Lasoń „As” – szef sztabu 3 Dywizji WKSB)[111][113]
- Srebrny Krzyż Zasługi z Mieczami[111]

## Publikacje
Podmiotowe
- Rozwój gospodarczy powiatu sanockiego (w: „Rocznik Sanocki”, tom I, 1963, s. 151-183)[114][93]
- Powiat sanocki w latach 1939–1947 (w: „Rocznik Sanocki”, tom II, 1967, s. 233-273)[115][93]

Przedmiotowe
- Tomasz Przystasz: Mieczysław Przystasz – los pisany historią (w: „Rocznik Sanocki”, Tom VII, 1995, s. 221-223)
- Przystasz Mieczysław Ignacy „Rola”, „Podgórski” (1914–1986) – prawnik (autor biogramu: Edward Zając) w: Małopolski słownik biograficzny uczestników działań niepodległościowych 1939–1956. T. 4, Kraków 1999, Towarzystwo Sympatyków Historii, s. 143–144.
- Listy z więzienia Mieczysława Przystasza z lat 1945–1954 (redakcja i wprowadzenie Andrzej Romaniak, wstęp Danuta Przystasz, Muzeum Historyczne w Sanoku, Sanok 2000, ISBN 83-913281-0-4.